# 日本ブレケケ
株式会社日本ブレケケ（英: Brekeke Japan, Inc）は、埼玉県川越市に本社を置く、IP電話やコールセンターなど、電話関連のソフトウェアの開発、販売、導入コンサルティングなどを行う会社。

## 概要
1999年に、東京都に会社設立。米国カリフォルニア州においてVoIPソフトウェアを開発、販売しているブレケケ・ソフトウェアの関連会社として、同社製品を取り扱うとともに、コールセンター関連のソフトウェアの開発・販売も行っている。同社が提供している製品を利用したサービスには、無料でカンファレンスを利用できる「テレカン君｣というサービスもある。

## 沿革
- 1999年12月 - 会社設立
- 2001年6月 - IVRシステムを開発・提供開始
- 2004年5月 - Brekeke PBX を日本国内で販売開始
- 2009年7月 - Brekeke PBX をベースとしたコールセンターシステムを開発・提供開始
- 2012年5月 - 社名変更、現社名株式会社日本ブレケケとなる

## 取り扱い製品・サービス
- コンタクトセンター・スイート
- Brekeke PBX - SIP IP-PBX
- Brekeke SIP Server - SIPサーバ
- SIP IVR開発キット
- テレカン君 - 無料電話会議サービス
  - 電話会議(カンファレンス･コール）サービス。サービスは無料だが、発信先の050番号への通話料は別途発生する。非通知設定の電話からは利用できず、通話時間や利用人数の制限はない。具体的な利用方法としては、テレカン君の050番号に電話をかけ、会議室の番号を二桁の番号で指定した上で会議にアクセスするためのパスワードを受け取る。会議に参加する参加者に会議室の番号とパスワードを伝え、予約を行ってから15分以内に指定した会議室に入り電話会議を開始する。アカウントの作成は不要である。